# فورد ستيرلينج
فورد ستيرلينج (بالإنجليزية:Ford Sterling) (مواليد 3 نوفمبر 1883 - 13 أكتوبر 1939). ممثل كوميدي أمريكي والممثل الذي اشتهر بعمله مع استوديوهات كيستون واحدة من «الكبير 4» كان قائد الأصلي من رجال شرطة كيستون.

## روابط خارجية
- فورد ستيرلينج على موقع IMDb (الإنجليزية)
- فورد ستيرلينج على موقع ألو سيني (الفرنسية)
- فورد ستيرلينج على موقع أول موفي (الإنجليزية)
- فورد ستيرلينج على موقع قاعدة بيانات برودواي على الإنترنت (الإنجليزية)
- فورد ستيرلينج على موقع قاعدة بيانات الأفلام السويدية (السويدية)
- فورد ستيرلينج على موقع قاعدة بيانات الفيلم (الإنجليزية)
- فورد ستيرلينج على موقع كينوبويسك (الروسية)
- Literature on Ford Sterling